# الظاهرة (القطن)

'

تعديل مصدري - تعديل

الظاهرة هي إحدى قرى عزلة وادي سر بمديرية القطن التابعة لمحافظة حضرموت، بلغ تعداد سكانها 45 نسمة حسب تعداد اليمن لعام 2004.